# Nietuszkowo
Nietuszkowo [pronunciación en polaco: /ɲetuʂˈkɔvɔ/] (en alemán: Nikolskowo) es un pueblo en el distrito administrativo de Gmina Chodzież, dentro del Distrito de Chodzież, Voivodato de Gran Polonia, en el centro-oeste de Polonia. Se encuentra a unos 8 kilómetros al noroeste de Chodzież y 71 kilómetros al norte de la capital regional, Poznań.
El pueblo tiene una población de 353 habitantes.